# Sandsvatn
Sandsvatn er en sø på Sandoy på Færøerne. Den er Færøernes tredje største naturlige sø med et overfladeareal på 0,82 km² og er 5 meter dyb. Sandsvatn ligger i en dal mellem Skopun og Sandur. Ved nordenden af søen er Sandoys skolecenter beliggende og en plantage, der blev slemt medtaget af en orkan i 1988.
Sandsvatn var tidligere meget rig på laks og ørred, men bestandene er gået tilbage. 